# Station Hamburg-Barmbek
Station Hamburg-Barmbek (Bahnhof Hamburg-Barmbek, kort: Bahnhof Barmbek) is een spoorweg- en metrostation in het stadsdeel Barmbek van de Duitse stad Hamburg. Het station is onderdeel van de S-Bahn van Hamburg aan de spoorlijn Hamburg Hauptbahnhof - Hamburg-Poppenbüttel en is geopend op 5 december 1906. Daarnaast is station Barmbek ook onderdeel van de metro van Hamburg (U-Bahn). Het is het derde grootste station van Hamburg, in de zin van reizigersaantallen.

## Geschiedenis
Het station Barmbek bestaat sinds 1906 als deel van de toenmalige Stadt- und Vorortbahn. Vanaf 1912 heeft ook de metro hier een halte met twee eilandperrons en vier sporen, die direct naast de Vorortbahn werd gebouwd. Met de bouw van de metrolijn in de Walddörfer kwam er nog een perron met twee sporen bij. Daarvoor moest het stationsgebouw aan de Wiesendamm al in 1916 gesloopt worden. Tussen 1926 en 1928 werd het emplacement van de metro volledig vernieuwd en ging men terug naar 2 eilandperrons met 4 perronsporen.
In het begin van de jaren '60 werd aan de noordzijde van het station een toegang gemaakt en een groot busstation ingericht. Hiervoor was het nodig, dat de tramlijnen 6 en 9 richting Ohlsdorf en Bramfeld door een bus vervangen werden. Het tramverkeer werd op 29 mei 1965 stilgelegd. De tramsporen en de halte werden vervangen door zaagtandperrons voor het busverkeer. Daarvoor werd de westelijke uitgang naar de Wiesendamm vernieuwd.

## Indeling

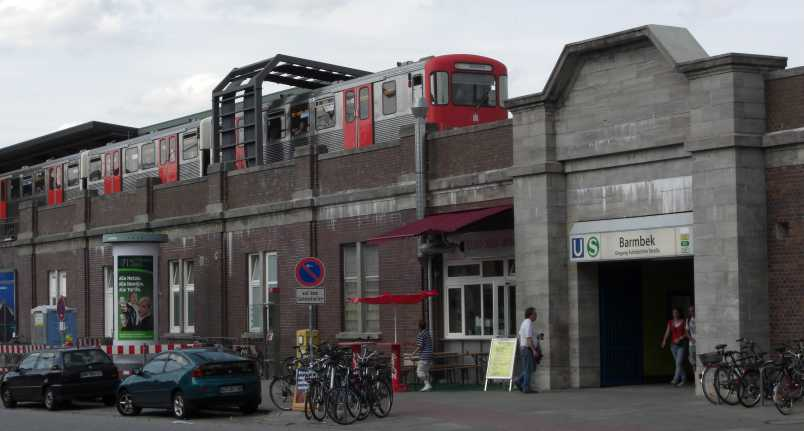
Een van de ingangen van station Barmbek (2009)

Het station bevindt zich in het Hamburgse stadsdeel Barmbek op een spoordijk en beschikt over in totaal drie eilandperrons. De noordelijkste wordt door de S-Bahn, lijn S1, gebruikt. De beide zuidelijke perrons worden gebruikt door de metrolijn U3 op de ringlijn richting Kellinghusenstraße of Berliner Tor en de zijtak naar Wandsbek-Gartenstadt. Tot de zomer van 2009 bedienden twee metrolijnen station Barmbek. De U2 bediende het station, komende uit Wandsbek-Gartenstadt richting Berliner Tor, terwijl de treinen van de U3 uit de richting Kellinghusenstraße Barmbek als eindstation hadden.
Aan de noordelijke rand loopt een spoor van de Goederenlijn om Hamburg langs het station. Zowel de S-Bahn als de metro hebben rondom het station keer- en opstelsporen.

## Verbindingen
De volgende S-Bahnlijn doet het station Barmbek aan:
| Serie | Treinsoort        | Route | Bijzonderheden |
| ----- | ----------------- | --- | -------------- |
|       | S-Bahn (DB Regio) | Hamburg Airport – /Poppenbüttel – Ohlsdorf – Barmbek – Berliner Tor – Hauptbahnhof – Altona – Blankenese – Wedel |                |

De volgende metrolijn doet het station Barmbek aan:
| Lijn | Route |
| ---- | --- |
|      | Barmbek – Kellinghusenstraße – Schlump – Sternschanze – Landungsbrücken – Rathaus – Hauptbahnhof Süd – Berliner Tor – Lübecker Straße – Barmbek – Wandsbek-Gartenstadt |

- Nationale Bibliotheek van Israël: 987007557571105171